# Xanthorhoe aridaria
Xanthorhoe aridaria là một loài bướm đêm trong họ Geometridae.